# Jon Olof Åberg
Jon Olof Åberg, född 2 juli 1843 i Ås socken, Öland, död 20 maj 1898 i Stockholm, var en svensk författare.
Han var son till kontraktsprosten i Förlösa Olaus Åberg och Anna Maria Bonell. Efter en kortare skolgång började han skriva romaner och noveller. Sedan han på 1860-talet flyttat till Stockholm, utgav han ett stort antal populärt hållna skildringar av mindre omfång, främst med handling från den svenska historien. Genom ett enkelt språk och en förmåga att använda spänningselement blev hans författarskap framgångsrikt.